# Cazombo
Cazombo es un municipio con una población de 34 000 habitantes (2014), en la provincia de Moxico, y es la capital de Provincia de Moxico Oriental en Angola desde el establecimiento de la provincia en 2024. Anteriormente fue la cabecera del municipio de Alto Zambeze. Cazombo está en la orilla este del río Zambeze. Se subdivide en las comunas de Cazombo y Lumbala Caquengue.

## Transporte
Cazombo cuenta con el Aeropuerto de Cazombo ubicado en las afueras orientales de la ciudad.